# Джудіт Вуд
Джудіт Вуд (англ. Judith Wood; справжнє ім'я — Гелен Джонсон (англ. Helen Johnson); 1 серпня 1906 — 6 квітня 2002) — американська акторка кіно, знімалася в 1920-40 роках.

## Життєпис
Гелен Джонсон народилася в Нью-Йорку. В кінці 1920-х років переїхала до Голлівуду, Каліфорнія, щоб продовжити акторську кар'єру. Її перша роль була у фільмі «Gold Diggers of Broadway» (1929). У цьому фільмі, а також у чотирьох наступних 1930 року, вона знімалася під власним ім'ям.
1931 року знялася у фільмі «Реклама себе окуповує (фільм)» разом з Керол Ломбард. Це був останній фільм, в якому вона знялася під власним ім'ям, у всіх наступних фільмах знімалася під ім'ям Джудіт Вуд. 1931 року Джудіт Вуд стала однією з 13 учасниць фіналу «WAMPAS Baby Stars», нарівні з акторками Маріан Марш, Карен Морлі, Меріон Шилінг і Барбарою Вікс.
Джудіт Вуд 1931 року знялася в шести фільмах, після чого її кар'єра пішла на спад. Вона виконала роль Кітті Паккард у бродвейській п'єсі «Обід о восьмій (п'єса)», але в кіноверсії цю роль зіграла Джин Гарлоу. 1934 року вона отримала тільки три ролі, і лише одна з них була зазначена в титрах. В 1936 і 1937 роках вона зіграла лише дві невеликі ролі. Востаннє з'явилася на екрані 1950 року в фільмі «Асфальтові джунглі» в невеликій ролі, не зазначеній у титрах.
Після цього вона припинила зніматися, але й далі жила в Лос-Анджелесі, де померла 2002 року у віці 95 років.

## Вибрана фільмографія
- 1930 — Розлучення
- 1930 — Задоволені діти
- 1930 — Гріх бере вихідний[en]
- 1931 — Реклама себе окуповує
- 1931 — Поліція моралі[en]
- 1931 — Жінки люблять лише раз[en]
- 1931 — Дорога в Ріно[en]
- 1931 — Дівчата про місто[en]
- 1931 — Робочі дівчата[en]
- 1934 — Злочин доктора[en]
- 1934 — У пошуках неприємностей
- 1950 — Асфальтові джунглі